# Wipper ved Saale
Wipper er en flod i den tyske delstat Sachsen-Anhalt, og en af Saales bifloder  fra venstre med en længde på 85 km. Den har sit udspring i den sydvestlige del af Harzen, nær Harzgerode. Wipper munder ud i Saale i Bernburg. Byer langs Wipper er Hettstedt, Aschersleben og Güsten. 
51°47′17″N 11°42′21″Ø / 51.7881°N 11.7058°Ø